# Мадейра, Тельма
Тельма Филипа Рамос Мадейра (порт. Telma Filipa Ramos Madeira; род. 27 декабря 1999, Повуа-ди-Варзин, Португалия) — португальская модель, победительница конкурсов «Мисс Земля Португалия 2018» и «Мисс Вселенная Португалия 2022», участвовала в конкурсе «Мисс Земля 2018» на Филиппины, а также участвовала в конкурсе «Мисс Вселенная 2022».

## Биография
Мадейра родилась и выросла в Повуа-ди-Варзин и в районе Порту. Она студент из Порту и работает моделью. В 2017 году она была коронована как «Мисс Повуа-ди-Варзин 2017» в отеле Ось Вермар. В 2018 году она избрала международный конкурс «Мисс Средиземноморье 2018», проходивший на Кипр, где выиграла конкурс. В 2019 году присоединилась к конкурсу «Мисс Глобал Сити 2019» в Китай, где заняла 4-е место.

## Конкурс красоты

### Мисс Королева Португалии 2017
23 сентября 2022 года Мадейра участвовала в конкурсе «Мисс королева Португалии 2017», который проходил в казино Кашкайш, где она была коронована как «Мисс Земля Португалия 2018», а её место заняла Глория Силва. Она также выиграла награду «Мисс Бикини».

### Мисс Земля 2018
После победы на конкурсе «Мисс Земля Португалия 2018» она получила право представлять [Португалию] на конкурсе «Мисс Земля 2018».
По итогам конкурса она вошла в топ-8 финалисток.

### Мисс Вселенная Португалия 2022
6 июля 2022 года Мадейра была официально номинирована на участие в конкурсе «Мисс Вселенная Португалия 2022». Её заменила Орисия Домингес.

### Мисс Вселенная 2022
Мадейра будет представлять Португалия на конкурсе «Мисс Вселенная 2022».